# Université Petru Maior
L'université Petru Maior est une université située à Târgu Mureș en Roumanie. Elle a été fondée en 1960.